# Mengwi

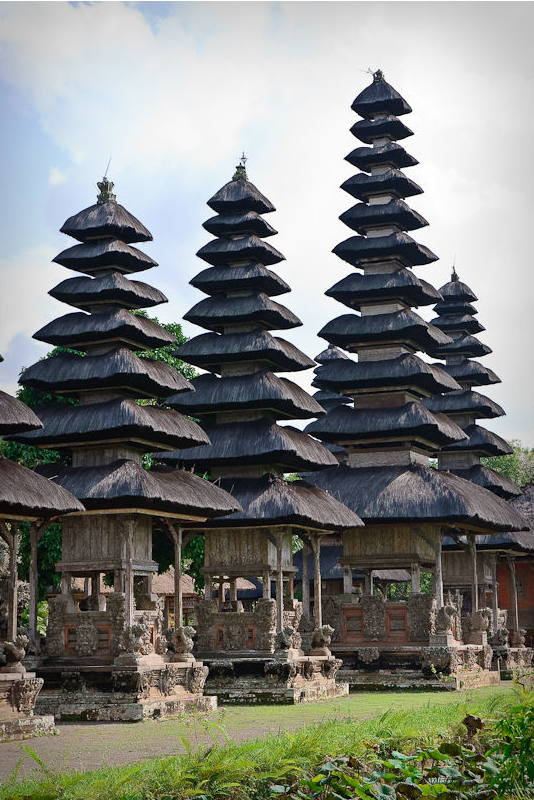
Il tempio Taman Ayun a Mengwi

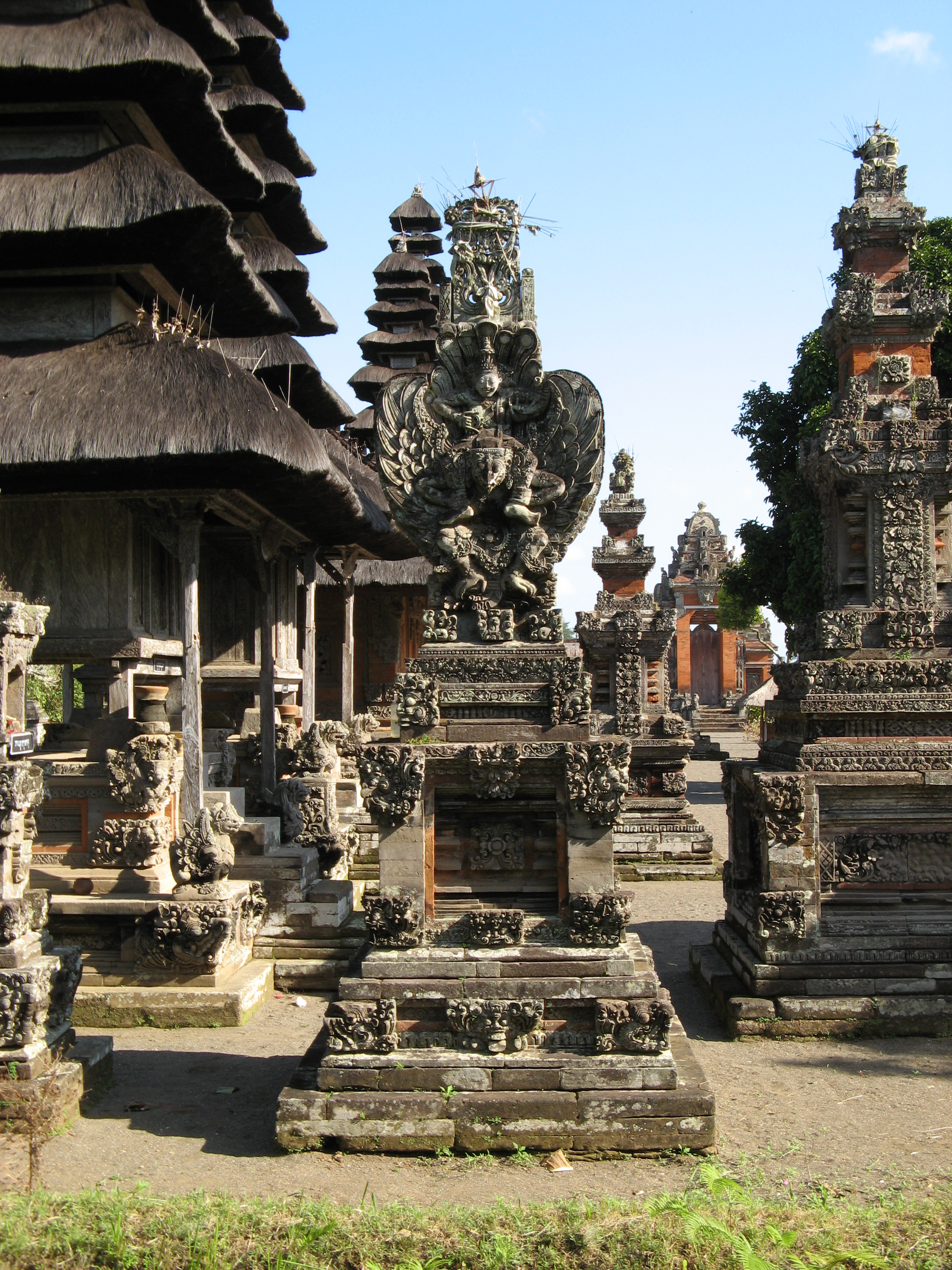
Santuario di Garuḍa a Taman Ayun

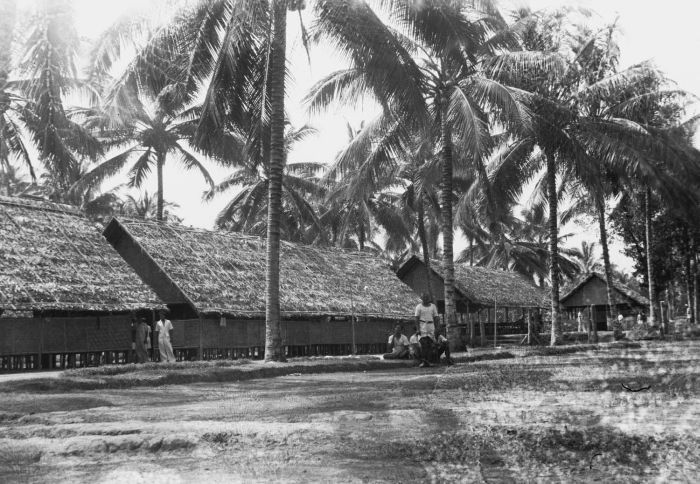
Baracche a Mengwi nel 1949

Mengwi è un distretto (kecamatan) della reggenza di Badung, Bali, Indonesia. Copre un'area di 83 km² e ha una popolazione di 132 786 al censimento del 2021.